# David Friesenhausen
David Friesenhausen (auch David Katz und Dawid ben Meïr  Friesenhausen) (geboren 1750 in Friesenhausen im heutigen Unterfranken; gestorben am 23. März 1828 in Karlsburg, Siebenbürgen) war ein deutsch-ungarischer Mathematiker und Talmudgelehrter. Friesenhausen veröffentlichte mehrere Bücher über Mathematik und Physik in hebräischer Sprache.

## Leben
David Friesenhausen war der Sohn des Meier Cohen. Er war Schüler der Fürther Jeschiwa, wo er besonderes Interesse an der Mathematik und den Naturwissenschaften zeigte. 1783 heiratete er Mirl, Tochter des David Ottensoos, von der er sich 1787 trennte. Friesenhausen zog 1780 nach Berlin, um dort den Naturwissenschaften nachzugehen. In Berlin war er zehn Jahre lang Hausrabbiner des Benjamin Halberstadt.
1796 veröffentlichte er in Berlin Kelil ha-hesbon, ein Handbuch über Algebra und Geometrie in hebräischer Sprache; darüber hinaus publizierte er auch zu den Themengebieten Astronomie und Mechanik. So erschien 1820 in Wien Mosedot tevel, ein Werk zur Astronomie, worin er das kopernikanische System erklärt sowie Beweisversuche des Parallelenaxioms (manchmal 11. Axiom genannt) aus Euklids Elementen antritt. Interessanterweise enthält dieses Werk auch ein Testament an seine Kinder. Erst postum erschienen ebenfalls in hebräischer Sprache 1854 in Königsberg in Ostpreußen ein Buch über Logarithmen sowie 1875 im heute ukrainischen Jitomir (Schytomyr) eine Abhandlung über das 11. und 12. Buch von Euklids Elementen.  
Auf seinen ausgedehnten Reisen kam er 1796 nach Mattersburg im Burgenland und kurz darauf nach Pest, Königreich Ungarn. Dort ließ er sich als Kaufmann nieder. Er engagierte sich 1806 für die Einrichtung eines Rabbinerseminars, was von der Pester Gemeinde aber hintertrieben wurde. Im gleichen Jahr wurde er Dajan in Hunsdorf, danach, bis 1816, in Waag-Neustadtl in der Slowakei
.
Im Laufe seines Lebens distanzierte er sich von der anfänglich von ihm begrüßten Haskala und stand an seinem Lebensende dieser sehr kritisch gegenüber. Gleichzeitig war er auch orthodoxer Rabbiner.

## Werke
- Kelil ha-hesbon. Berlin 1796.
  - Zweite Auflage Sepher kelil ha-hesbon. Lehrbuch der Algebra. Saul Meyerhoffer, Zhovkva (Zolkiew) 1835.
- Mosedot tevel. Wien 1820.

## Mitwirkung an Publikationen
- Uta Lohmann (Hrsg.): „Lerne Vernunft!“ Waxmann, Münster, New York, München, Berlin 2005, ISBN 3-8309-1504-7. (Friesenhausens Beitrag zu „Lerne Vernunft!“ bei books.google.de)